# تشارلز بارتليت (ممثل)
تشارلز بارتليت (بالإنجليزية: Charles Bartlett)‏ هو كاتب سيناريو ومخرج وممثل أمريكي، (ولد في منيابولس في الولايات المتحدة 1888  م).

## وصلات خارجية
- تشارلز بارتليت على موقع IMDb (الإنجليزية)
- تشارلز بارتليت على موقع أول موفي (الإنجليزية)
- تشارلز بارتليت على موقع قاعدة بيانات الفيلم (الإنجليزية)
- تشارلز بارتليت على موقع كينوبويسك (الروسية)